# La Nuit claire
Pour plus de détails, voir Fiche technique et Distribution.
La Nuit claire est un film français réalisé par Marcel Hanoun et sorti en 1979.

## Fiche technique
- Titre : La Nuit claire
- Réalisation : Marcel Hanoun
- Scénario et dialogues : Marcel Hanoun
- Photographie : Erwin Huppert
- Son : Hugues Fischer
- Décors : Gina Pellón
- Musique : Jean-Paul Dupuis
- Montage : Marcel Hanoun
- Production : Vidéographies Productions
- Pays de production :  France
- Durée : 90 minutes
- Date de sortie : France - 14 mars 1979

## Distribution
- Lorraine Bonnemaison : Anne-Eurydice
- Gérard Rouzier : Orphée, homme
- Florence Rousseau : Orphée, femme
- Marie Manet : Jocaste
- Hans Meyer : Pluton
- Jean de Gaspary : Apollon
- Liliane Oldriot : Daphnée
- Annick Dhotel